# فرامرز سلیمانی
فرامرز سلیمانی (زادهٔ ۱۳۱۹ در ساری – درگذشتهٔ ۴ دی ۱۳۹۴ در واشینگتن دی‌سی) شاعر، مترجم، روزنامه‌نگار، ناشر و ویراستار ادبی ایرانی بود. از او به عنوان بنیانگذار خیزش شعری جریان موج سوم در ایران یاد می‌شود.

## زندگی
فرامرز سلیمانی در ۳ آبان ۱۳۱۹ در ساری زاده شد. او تحصیلات مقدماتی خود را در مدارس هدایت، نواب، پهلوی و نمونه ساری به پایان برد، سپس به تهران آمد و در مدرسهٔ هدف تهران تحصیل کرد. او دانش‌آموختهٔ دانشگاه علوم پزشکی تهران بود و دکترای تخصصی خود را از آمریکا گرفت. مدرسهٔ پزشکی کوه سینا، نیویورک و دانشگاه هانمن فیلادلفیا مکان‌هایی بودند که وی در آن‌ها به ادامهٔ تحصیل پرداخت. او تخصص خود را در رشتهٔ بی‌هوشی و جراحی زنان، زایمان و نازایی (به انگلیسی: Obstetrician-Gynecologist and OB. Anesthesiologist) دریافت کرد او همچنین فوق تخصص بیهوشی مامایی داشت.
پیش از انقلاب ۱۳۵۷ ایران، او از جمله شاعرانی بود که در کنار پرویز اسلامپور (شاعر موج نو و شعر حجم)، احمدرضا چه‌کنی (شاعر موج نو و شعر حجم)، همایونتاج طباطبایی، مینا دست‌غیب، آذر مطلق‌فرد و مهین خدیوی در شعر ناب از آنان نام برده می‌شد.
در دوره‌ای که پس از انقلاب جریان‌های ادبی دوباره به راه افتاد، سه‌شنبه‌ها همراه عده‌ای از دوستان در زیرزمین کتاب‌فروشی بوک‌شاپ دور هم جمع می‌شدند. گروه سه‌شنبه‌شب‌ها که سلیمانی در کنار محمد مختاری، جواد مجابی، کاظم سادات اشکوری، عمران صلاحی، عظیم خلیلی و علی دهباشی اعضای آن بودند گروه چهارشنبه‌شب‌ها را تشکیل داند که در آن رضا براهنی، نصرت کریمی، بهروز دولت‌آبادی، امیرحسین آریان‌پور شاعران و نویسندگان جوان‌تری مثل احمد محیط حضور داشتند.
به عنوان فرزند طبیعت و پیرو نزدیک نیما یوشیج، اشعار او بسیار شخصی و نوستالژیک بود.

فرامرز سلیمانی تا پیش از مرگش، سردبیر انتشارات کتاب موج، دبیر بخش انگلیسی ماهنامه ادبی نوشتا و مدیر مسؤول نامهٔ IAMA، بولتن دوزبانهٔ انجمن پزشکی ایرانی-امریکایی بود. همچنین سلیمانی عضو و مشاور مرکز بین‌المللی زندگی‌نامه‌ها، عضو کتابخانه بین‌المللی شعر و انجمن جهانی سردبیران پزشکی بوده‌است. او بیش از ۶۰ عنوان کتاب و یک‌هزار مقاله به زبان‌های فارسی، انگلیسی و دیگر زبان‌ها منتشر کرده‌بود.

سلیمانی در نشریات بسیاری در ایران ویراستار بود. او تا پیش از فوتش سردبیر نشریهٔ کتاب موج در ویرجینیای آمریکا بوده‌است.
سلیمانی در ۴ دی ۱۳۹۴ درگذشت.

### شعر
- خط‌ها و نقطه‌ها: ۱۳۴۸–۱۳۵۴، تهران: کتاب موج، ۱۳۶۰[۷]
- خموشانه: شعرهای ۱۳۵۵–۱۳۵۹، تهران: کتاب موج، ۱۳۶۰[۸]
- سرودهای آبی: هفت سرود بلند، آمریکا/ویرجینیا: کتاب موج، ۱۳۶۰[۹]
- آوازهای ایرانی: شعرهای ۱۳۵۴–۱۳۶۶، تهران: به‌نگار، ۱۳۶۸[۱۰]
- رؤیایی‌ها: یک سرود بلند، تهران: نشر دی، ۱۳۶۸[۱۱]
- سبز و سپید و سرخ: شعرهای ۱۳۶۹–۱۳۷۸، آمریکا/ویرجینیا: کتاب موج، ۱۳۷۸[۱۲]
- از گلوی سرخ سهراب: شعرهای ۱۳۴۸–۱۳۶۹، آمریکا/نیوجرسی: انتشارات روزن، ۱۳۷۰[۱۳]
- شب رؤیایی‌ها: شعرهای ۱۳۶۹–۱۳۷۸، تهران: نیم‌نگاه، ۱۳۸۰[۱۴]

### داستان کودک
- نیما، موج و دریا: بر اساس قصه‌ای از اوکتاویو پاز، گرگان: آژینه، ۱۳۸۰[۱۵]

### نقد ادبی
- شعر شهادت است: نقد و بررسی شعر انقلاب، تهران: کتاب موج، ۱۳۶۰[۱۶]
- دو با مانع: نقد و گزینش شعرهای منوچهر نیستانی، تهران: انتشارات بزرگمهر، ۱۳۶۳[۱۷]
- کتابخانهٔ شعر جهان، انتشارات علمی، ۱۳۶۸[۱۰]
- بارورتر از بهار: نقد و بررسی و نمونه‌های شعر زنان ایران، انتشارات دنیای مادر، ۱۳۷۱[۱۸]
- شبانهٔ باغ سنگی: شعر یک‌صد سال اخیر یک حادثهٔ میان‌فرهنگی، آمریکا/ویرجینیا: کتاب موج، ۱۳۷۸[۱۹]

### پزشکی
- اولین سمینار مامایی انجمن ماماهای ایران: مجموعه مقالات، ویراستار به همراه: منصوره کاووسی، عذرا احتسابی‌مقدم، تهران: انجمن ماماهای ایران، ۱۳۶۴[۲۰]
- آبستنی و زایمان طبیعی و آسان: روش‌های پیشگیری از باروری، همراه با: فروهر مینوی، تهران: انتشارات دی، ۱۳۶۸[۲۱]
- زایمان بی‌درد: زایمان طبیعی، انتشارات روزبهان، ۱۳۶۳[۲۲] (ویراست دوم ۱۳۷۲[۲۳])
- لیزر در پزشکی: کاربرد لیزر در قلمرو دانش پزشکی، با: عبدالحمید حسین‌نیا، محمدعلی سجادیه، تهران: انتشارات آدینه، ۱۳۶۷[۲۴]

### ترجمه

#### شعر
- بلندی‌های ماچوپیچو، پابلو نرودا، با:احمد کریمی حکاک، اصفهان: نشر زمان نو، ۱۳۶۱[۲۵]
- سرود اعتراض، پابلو نرودا، تهران: انتشارات دماوند، ۱۳۶۱[۲۶]
- اسپانیا در قلب ما، پابلو نرودا، با: احمد کریمی حکاک، تهران: انتشارات گویا، ۱۳۶۳[۲۷]
- انگیزهٔ نیکسون‌کشی و جشن انقلاب شیلی، پابلو نرودا، [همراه با: احمد کریمی حکاک]، تهران: نشر چشمه، ۱۳۶۴[۲۸]
- عاشقانه‌ها، پابلو نرودا، با احمد محیط، نشر یوشیج، ۱۳۶۴[۲۹]
- هرمان هسه، دگردیسی شاعر: شعرها، طرح‌ها و زندگی‌نامهٔ مصور همراه نقد و بررسی آثار هرمان هسه، هرمان هسه، تهران: انتشارات اسپرک، ۱۳۶۷[۳۰]
- ۲۰۰۰ و کتاب عشق و شعرهای دیگر، پابلو نرودا، گرگان: آژینه، ۱۳۸۲[۳۱]

#### پزشکی
- انقلابی در رشد و بقای کودک، یونیسف، با باقر میرفتاحی، تهران: وزارت بهداشت، درمان و آموزش پزشکی، دفتر آموزش، ۱۳۶۴[۳۲]
- تغذیهٔ مادر، تهران: وزارت بهداشت، درمان و آموزش پزشکی، دفتر آموزش، ۱۳۶۵[۳۳]
- کالبدشناسی و فیزیولوژی برای پرستاران و پیراپزشکان، جان گیدسون، با: حسین سلمان‌زاده، فاطمه کاظم نقاش، تهران: مجتمع علوم پیراپزشکی، ۱۳۶۵[۳۴]
- فرهنگنامهٔ پزشکی پیرز، با: بهمن خالقیان، انتشارات علمی، ۱۳۶۹[۳۵]

### مقاله

#### ادبی
- «شعر از چشم سوم: بررسی اشعار محمد مختاری، ماهنامه بنیاد، شمارهٔ ۴۰، آبان ۱۳۵۷[۳۶]
- «شعر از چشم سوم: بررسی شعر حمید کریم‌پور، سیدعلی صالحی، فیروزه میزانی، هرمز علی‌پور»، ماهنامهٔ بنیاد، ۲۰ آبان ۱۳۵۷[۳۷]
- تصویر تناقض: دربارهٔ طرح‌های بیژن اسدی‌پور، مجله کلک، شمارهٔ ۳[۳۸]
- نقد کتاب: «فروغ فرخزاد: یک ربع قرن بعد»، مجله کلک، شمارهٔ ۵[۳۹]
- نقد کتاب: سامان هستی (نقد کتاب «مغز به مثابهٔ یک سیستم»)، مجله کلک، شمارهٔ ۹[۴۰]
- مقدمه‌ای بر شعر و ادبیات کودک و نوجوان، مجله کلک، شمارهٔ ۱۳[۴۱]
- در دوردست و نامنتظر فرامرزی و فرامرزی‌های انسان معاصر، ماهنامه بایا، شمارهٔ ۳۸[۴۲]
- موج شفاف شعر: اشاره‌ای به حرکت‌های تازه در شعر محمدحسین مدل، روزنامه اعتماد ملی، ۱۳ آبان ۱۳۸۵[۴۳]
- شعری به رنگ زخم: نوگرایی و دگرگونی در شعر منوچهر آتشی، ماهنامه ادبی نوشتا، سال اول، ش. ۱[۴۴]
- سه‌شنبه‌ها سدهای راه را رصد می‌کردیم، ماهنامه ادبی نوشتا سال اول، ش. ۱[۴۵]
- معماری بلور واژه‌ها: دید چندوجهی در حجم‌گرایی، ماهنامه ادبی نوشتا، سال اول، ش. ۴، شهریور-دی ۱۳۸۶، صص۹۴–۹۷[۴۶]
- مانایی در غیاب و غربت: پرسه در پنتالوژی تقی مدرسی، ماهنامه ادبی نوشتا، سال دوم، ش. ۸[۴۷]

#### پزشکی
- ایمونوتراپی لیشمانیاتروپیکا با تزریق بافی کت، با: سیمین شمس میمندی، شهریار دبیری، فصلنامهٔ بیماری‌های پوست[۴۸]

#### ترجمه
- یاد و یادبودها: اخوان ثالث در تداوم سنت‌ها، احمد کریمی حکاک، مجلهٔ کلک، شمارهٔ ۶[۴۹]
- نقد ادبی: مقدمه‌ای بر شعر استفان مالارمه، ژان پل سارتر، با زهره خالقی، مجلهٔ کلک، شمارهٔ ۱۱ و ۱۲[۵۰]

## پی‌نوشت
1. ↑  «فرامرز سلیمانی، بنیان‌گذار جریان «موج سوم» در شعر فارسی درگذشت». رادیو زمانه. دریافت‌شده در ۲۷ دسامبر ۲۰۱۵.
2. 1 2 3  صفحهٔ اطلاعات شخصی وی در شبکهٔ اجتماعی گوگل+[پیوند مرده]
3. 1 2 3  Alexandrian, Manavaz. Literature of Iran: Faramarz Soleimani.
4. ↑  جواهری گیلانی، تاریخ تحلیلی شعر نو، ۴:‎ ۴۳۲.
5. ↑  شرکت‌های خصوصی دنبال فرهنگ نمی‌آیند: گفتگو با علی دهباشی مدیرمسئول و سردبیر مجله بخارا، یاسین نمکچیان و بهروز صمدبیگی، روزنامهٔ دنیای اقتصاد، شمارهٔ ۱۷۹۳ به تاریخ ۲۰/۲/۸۸، صفحه ۳۰ (نگاه سوم)
6. ↑  ««فرامرز سلیمانی درگذشت»، هنرآنلاین. ۱۳۹۴ شنبه ۵ دی ساعت ۱۶:۴۶». بایگانی‌شده از اصلی در ۲۷ دسامبر ۲۰۱۵. دریافت‌شده در ۲۶ دسامبر ۲۰۱۵.
7. ↑  «صفحهٔ کتاب در پایگاه کتابخانهٔ ملی جمهوری اسلامی ایران». بایگانی‌شده از اصلی در ۱۵ اوت ۲۰۲۰. دریافت‌شده در ۲۴ سپتامبر ۲۰۱۱.
8. ↑  صفحهٔ کتاب در پایگاه کتابخانهٔ ملی جمهوری اسلامی ایران[پیوند مرده]
9. ↑  صفحهٔ کتاب در پایگاه کتابخانهٔ ملی جمهوری اسلامی ایران[پیوند مرده]
10. 1 2  صفحهٔ کتاب در پایگاه کتابخانهٔ ملی جمهوری اسلامی ایران[پیوند مرده]
11. ↑  صفحهٔ کتاب در پایگاه کتابخانهٔ ملی جمهوری اسلامی ایران[پیوند مرده]
12. ↑  صفحهٔ کتاب در پایگاه کتابخانهٔ ملی جمهوری اسلامی ایران[پیوند مرده]
13. ↑  صفحهٔ کتاب در پایگاه کتابخانهٔ ملی جمهوری اسلامی ایران[پیوند مرده]
14. ↑  صفحهٔ کتاب در پایگاه کتابخانهٔ ملی جمهوری اسلامی ایران[پیوند مرده]
15. ↑  صفحهٔ کتاب در پایگاه کتابخانهٔ ملی جمهوری اسلامی ایران[پیوند مرده]
16. ↑  «صفحهٔ کتاب در پایگاه کتابخانهٔ ملی جمهوری اسلامی ایران». بایگانی‌شده از اصلی در ۲۱ سپتامبر ۲۰۲۰. دریافت‌شده در ۲۴ سپتامبر ۲۰۱۱.
17. ↑  صفحهٔ کتاب در پایگاه کتابخانهٔ ملی جمهوری اسلامی ایران[پیوند مرده]
18. ↑  صفحهٔ کتاب در پایگاه کتابخانهٔ ملی جمهوری اسلامی ایران[پیوند مرده]
19. ↑  صفحهٔ کتاب در پایگاه کتابخانهٔ ملی جمهوری اسلامی ایران[پیوند مرده]
20. ↑  صفحهٔ کتاب در پایگاه کتابخانهٔ ملی جمهوری اسلامی ایران[پیوند مرده]
21. ↑  صفحهٔ کتاب در پایگاه کتابخانهٔ ملی جمهوری اسلامی ایران[پیوند مرده]
22. ↑  صفحهٔ کتاب در پایگاه کتابخانهٔ ملی جمهوری اسلامی ایران[پیوند مرده]
23. ↑  صفحهٔ کتاب در پایگاه کتابخانهٔ ملی جمهوری اسلامی ایران[پیوند مرده]
24. ↑  صفحهٔ کتاب در پایگاه کتابخانهٔ ملی جمهوری اسلامی ایران[پیوند مرده]
25. ↑  «صفحهٔ کتاب در پایگاه کتابخانهٔ ملی جمهوری اسلامی ایران». بایگانی‌شده از اصلی در ۱ نوامبر ۲۰۱۲. دریافت‌شده در ۲۳ سپتامبر ۲۰۱۱.
26. ↑  «صفحهٔ کتاب در پایگاه کتابخانهٔ ملی جمهوری اسلامی ایران». بایگانی‌شده از اصلی در ۱۵ اوت ۲۰۲۰. دریافت‌شده در ۲۴ سپتامبر ۲۰۱۱.
27. ↑  «صفحهٔ کتاب در پایگاه کتابخانهٔ ملی جمهوری اسلامی ایران». بایگانی‌شده از اصلی در ۲ نوامبر ۲۰۱۸. دریافت‌شده در ۲۳ سپتامبر ۲۰۱۱.
28. ↑  صفحهٔ کتاب در پایگاه کتابخانهٔ ملی جمهوری اسلامی ایران[پیوند مرده]
29. ↑  «صفحهٔ کتاب در پایگاه کتابخانهٔ ملی جمهوری اسلامی ایران». بایگانی‌شده از اصلی در ۳۰ سپتامبر ۲۰۲۰. دریافت‌شده در ۲۴ سپتامبر ۲۰۱۱.
30. ↑  صفحهٔ کتاب در پایگاه کتابخانهٔ ملی جمهوری اسلامی ایران[پیوند مرده]
31. ↑  «صفحهٔ کتاب در پایگاه کتابخانهٔ ملی جمهوری اسلامی ایران». بایگانی‌شده از اصلی در ۱۱ اوت ۲۰۲۰. دریافت‌شده در ۲۳ سپتامبر ۲۰۱۱.
32. ↑  صفحهٔ کتاب در پایگاه کتابخانهٔ ملی جمهوری اسلامی ایران[پیوند مرده]
33. ↑  صفحهٔ کتاب در پایگاه کتابخانهٔ ملی جمهوری اسلامی ایران[پیوند مرده]
34. ↑  صفحهٔ کتاب در پایگاه کتابخانهٔ ملی جمهوری اسلامی ایران[پیوند مرده]
35. ↑  صفحهٔ کتاب در پایگاه کتابخانهٔ ملی جمهوری اسلامی ایران[پیوند مرده]
36. ↑  جواهری گیلانی، تاریخ تحلیلی شعر نو، ۴:‎ ۵۰۲.
37. ↑  جواهری گیلانی، تاریخ تحلیلی شعر نو، ۴:‎ ۶۵۸.
38. ↑  تصویر تناقض: دربارهٔ طرح‌های بیژن اسدی‌پور، فرامرز سلیمانی، مجلهٔ کلک، شمارهٔ ۳، خرداد ۱۳۶۹[پیوند مرده]
39. ↑  نقد کتاب: «فروغ فرخزاد: یک ربع قرن بعد»، فرامرز سلیمانی، مجلهٔ کلک، شمارهٔ ۵، مرداد ۱۳۶۹[پیوند مرده]
40. ↑  نقد کتاب: سامان هستی (نقد کتاب «مغز به مثابهٔ یک سیستم»)، فرامرز سلیمانی، مجلهٔ کلک، شمارهٔ ۹، آذر ۱۳۶۹[پیوند مرده]
41. ↑  مقدمه‌ای بر شعر و ادبیات کودک و نوجوان، فرامرز سلیمانی، مجلهٔ کلک، شمارهٔ ۱۳، فروردین ۱۳۷۰[پیوند مرده]
42. ↑  در دوردست و نامنتظر فرامرزی و فرامرزی‌های انسان معاصر، فرامرز سلیمانی، ماهنامهٔ بایا، شمارهٔ ۳۸، اردیبهشت ۱۳۸۴[پیوند مرده]
43. ↑  «موج شفاف شعر: اشاره‌ای به حرکت‌های تازه در شعر محمدحسین مدل، فرامرز سلیمانی، اعتماد ملی، ۱۳ آبان ۱۳۸۵ (شمارهٔ ۲۱۹)، ص۱۰». بایگانی‌شده از اصلی در ۱۲ ژانویه ۲۰۱۲. دریافت‌شده در ۲۴ سپتامبر ۲۰۱۱.
44. ↑  «شعری به رنگ زخم: نوگرایی و دگرگونی در شعر منوچهر آتشی، فرامرز سلیمانی، [[ماهنامه ادبی نوشتا]] سال اول، ش. ۱، بهمن ۱۳۸۵، صص۶۷–۸۰». بایگانی‌شده از اصلی در ۲ اکتبر ۲۰۱۱. دریافت‌شده در ۲۴ سپتامبر ۲۰۱۱. تداخل پیوند خارجی و ویکی‌پیوند (کمک)
45. ↑  «سه‌شنبه‌ها سدهای راه را رصد می‌کردیم، فرامرز سلیمانی، نوشتا، سال اول، ش. ۱، بهمن ۱۳۸۵، صص۹۳». بایگانی‌شده از اصلی در ۲ اکتبر ۲۰۱۱. دریافت‌شده در ۲۴ سپتامبر ۲۰۱۱.
46. ↑  «معماری بلور واژه‌ها: دید چندوجهی در حجم‌گرایی، فرامرز سلیمانی، [[ماهنامه ادبی نوشتا]]، سال اول، ش. ۴، شهریور-دی ۱۳۸۶، صص۹۴–۹۷». بایگانی‌شده از اصلی در ۲ اکتبر ۲۰۱۱. دریافت‌شده در ۲۴ سپتامبر ۲۰۱۱. تداخل پیوند خارجی و ویکی‌پیوند (کمک)
47. ↑  «مانایی در غیاب و غربت: پرسه در پنتالوژی تقی مدرسی، فرامرز سلیمانی، [[ماهنامه ادبی نوشتا]]، سال دوم، ش. ۸، خرداد-مرداد ۱۳۸۷، صص۲۱–۳۲». بایگانی‌شده از اصلی در ۲ اکتبر ۲۰۱۱. دریافت‌شده در ۲۴ سپتامبر ۲۰۱۱. تداخل پیوند خارجی و ویکی‌پیوند (کمک)
48. ↑  ایمونوتراپی لیشمانیاتروپیکا با تزریق بافی کت، سیمین شمس میمندی و فرامرز سلیمانی و شهریار دبیری، فصلنامهٔ بیماری‌های پوست، سال دوم، شمارهٔ ۱ (پیاپی ۵)، پاییز ۱۳۷۷، ص ۷
49. ↑  یاد و یادبودها: اخوان ثالث در تداوم سنت‌ها، احمد کریمی حکاک، مترجم: فرامرز سلیمانی، مجلهٔ کلک، شمارهٔ ۶، شهریور ۱۳۶۹[پیوند مرده]
50. ↑  نقد ادبی: مقدمه‌ای بر شعر استفان مالارمه، ژان پل سارتر، مترجمان: فرامرز سلیمانی و زهره خالقی، مجلهٔ کلک، شمارهٔ ۱۱ و ۱۲، بهمن و اسفند ۱۳۶۹[پیوند مرده]